# 稲畑香料
稲畑香料株式会社（いなばたこうりょう）は、大阪市淀川区に本社を置く香料メーカー。創業は1890年。創立は1926年4月19日。

## 主な製品
食品香料、香粧品香料、食品素材などの輸入と製造・販売。

## 事業所
- 本社・工場 - 〒532-0027　大阪市淀川区田川3丁目5番20号
- 東京イノベーションセンター - 〒103-0024　東京都中央区日本橋小舟町4-12
- 関東工場 - 〒300-2521　茨城県常総市大生郷町6140番地4

## 沿革
- 1890年（明治23年）- 稲畑勝太郎が京都市で稲畑染料店を創業、合成染料の直輸入貿易を開始。
- 1897年（明治30年）- 本社を大阪に移転。フランスより香料の輸入を開始。
- 1918年（大正7年）- 組織を変更し、株式会社稲畑商店を設立。
- 1926年（大正15年）- 株式会社稲畑商店の香料部門が独立。社名を合資会社稲畑香料店とし、香料の直輸入、製造販売を行う。
- 1943年（昭和18年）- 稲畑合資会社に社名変更。
- 1947年（昭和22年）- 塚本工場（現在の本社工場）を建設
- 1966年（昭和41年）- 合資会社より株式会社に組織を変更し、稲畑香料株式会社に社名変更。
- 1988年（昭和63年）- 関東工場を建設。
- 1994年（平成6年）- 本社工場（現在の大阪工場）を新設。
- 1999年（平成11年）- ISO 9001の認証を取得。
- 2002年（平成14年）- ISO 14001の認証を取得。中国浙江省にAMBROSIA嘉興工場を設立。
- 2012年（平成24年）- 大阪本社クリエイティブセンターを新設。
- 2013年（平成25年）- 関東工場にてFSSC22000の認証を取得。
- 2017年（平成29年）- 中国浙江省に稲畑香料（平湖）有限公司を設立。
- 2018年（平成30年）- AMBROSIA嘉興工場を閉鎖。
- 2019年（令和元年）- 東京オフィスを移転し、呼称を東京イノベーションセンターとする。